# Kleine Walddeckelschnecke
Die Kleine Walddeckelschnecke (Cochlostoma septemspirale) ist eine landlebende Schneckenart aus der Familie der Walddeckelschnecken (Cochlostomatidae), die zur Ordnung Architaenioglossa gestellt wird.

## Merkmale
Das rechtsgewundene, konisch-turmförmige Gehäuse ist 7 bis 8 mm hoch und 3,8 mm breit (6,7 bis 10,2 × 3,2 bis 4,4 mm). Es besitzt etwa 8½ Windungen (7 bis 10 Windungen), die gut gerundet und durch eine deutliche Naht voneinander abgesetzt sind. Die Seitenlinie (von der maximalen Auswölbung des letzten Umgangs über die jeweils weitesten Auswölbungen der älteren Umgänge bis zum Apex) ist fast gerade. Die letzte Windung ist stark erweitert. Die weißliche Mündung ist annähernd rund, der Mundrand ist verdickt und etwas nach außen gebogen. Dieser äußere Bereich ist in einen inneren und äußeren Teil gegliedert. Innen ist der Mundsaum durch eine weiße, kräftige Lippe verdickt. Der Nabel ist sehr eng und nadelförmig; er ist teilweise durch den umgebogenen Mundsaum bedeckt. Das Gehäuse ist grau oder weißgrau bis leicht rötlich-braun gefärbt mit drei Reihen von spiralig verlaufenden, mehr oder weniger deutlichen dunklen Flecken. Die Oberfläche ist stark gerippt, etwa sechs bis acht Rippen kommen auf einen Millimeter. Das auf der Oberseite des Fußendes sitzende Operkulum ist dünn und nicht verkalkt. Das Tier kann sich tief in das Gehäuse zurückziehen und die Öffnung mit dem Operkulum verschließen. Der vordere Teil des Kopfes ist schnauzenartig verlängert. Die Fühler sind vergleichsweise dick und konisch geformt. An ihrer Basis sitzen auf kleinen Hügeln die Augen. Der Weichkörper ist grau bis dunkelgrau gefärbt.
Der Weichkörper ist dunkelgrau bis schwarz gefärbt. Die Tiere sind getrenntgeschlechtlich, es ist ein leichter Sexualdimorphismus erkennbar. Die Gehäuse der Weibchen sind etwas schlanker, dafür etwas größer. Die Mündung ist bei den Weibchen etwas in der Höhe reduziert. Das Volumen der Gehäuse der Weibchen ist ungefähr 1/5 größer als das der Gehäuse der Männchen. Der letzte Umgang bei den Gehäusen der Weibchen ist geringfügig weniger stark pigmentiert als bei den Männchen, außerdem ist die mittlere Dichte der Rippen bei den Weibchen höher. Alle Merkmale überlappen stark und für sich allein genommen eignet sich kein Merkmal, Weibchen und Männchen anhand des Gehäuses sicher zu unterscheiden. In einer multivariaten Analyse der fünf geschilderten Merkmale gelang es jedoch, 90 % aller Gehäuse sicher einem Geschlecht zuzuordnen.

## Geographische Verbreitung und Lebensraum
Das ursprüngliche Verbreitungsgebiet umfasste überwiegend das südliche Europa von den Pyrenäen, Süd- und Südostfrankreich im Westen bis zur Balkanhalbinsel im Osten. Nördlich der Alpen gibt es nur wenige Vorkommen im Oberrheintal, im Wutachgebiet des Schwarzwaldes, im Odenwald, in den südöstlichen bayerischen Kalkalpen und das Donautal bei Regensburg. Inzwischen ist die Art auch nach Belgien und England anthropogen verschleppt oder angesiedelt worden.
Die Art lebt auf/unter exponierten Felsen, zwischen und auf Steinen von Geröllhalden in durchlichteten Biotopen, aber auch in dunklen Biotopen in der Laubstreu schattiger Wälder auf kalkreichem Boden, an trockenen wie auch feuchten Standorten. In der Schweiz steigen sie bis in Höhen von über 2000 m auf.

## Lebensweise
Die Kleine Walddeckelschnecke ernährt sich von Algen und Flechten, die auf Holz und Steinen wachsen sowie von verrottenden Pflanzenteilen. Nach Regen sind sie oft in großer Zahl auf exponierten Felsen, aber auch auf Holzstücken und der Rinde von Bäumen zu finden. Sie weiden hier den Oberflächenbewuchs ab. Bei Trockenheit ziehen sie sich meist unter die Felsen oder auch Totholzstücke zurück.
Die Tiere sind wenig aktiv und sehr langsam. Sie sind nur bei feuchtem Wetter aktiv. Bei trockenem Wetter bzw. Boden wird das Gehäuse mit dem Operkulum verschlossen. Im Winter hört die Aktivität bei Temperaturen unter 6 bis 7 °C auf und die Tiere halten eine Winterruhe. Sie ziehen sich dazu unter Steine, Laubstreu oder auch Grasmatten zurück.
Die Eiablage erfolgt von April bis in den Oktober hinein, hauptsächlich jedoch im Mai und Juni. Die Eier haben einen Durchmesser von 1,0 bis 1,1 mm, selten auch kleiner. Sie werden vom Weibchen mit einer Schicht von Schleim und Kot eingehüllt und etwa ein Zentimeter tief im Boden vergraben. Die Gelege umfassen bis zu zehn Eier. Die Jungtiere schlüpfen nach 45 bis 60 Tagen aus der Eihülle. Die Adultgröße wird nach etwa einem Jahr erreicht.

## Taxonomie
Das Taxon wurde 1789 von Graf Grigorij de Razoumowsky als Helix Septem-Spiralis erstmals wissenschaftlich beschrieben. 1830 führte Georg Jan Cochlostoma als Untergattung von Cyclostoma "Draparnaud" ein. Allerdings stammt letzteres Taxon nicht von Jacques Philippe Raymond Draparnaud, sondern von Jean-Baptiste de Lamarck, der die Gattung Cyclostoma bereits 1799 erstmals beschrieben hatte. Jan (1830: S. 6) gab keine Beschreibung seiner neuen Untergattung Cochlostoma, sondern listete sechs Arten auf, die zur neuen Untergattung dazu gehören sollten. Damit war die Gattung nach den damaligen Maßstäben gültig aufgestellt worden. Als Typusart bestimmte Wenz (1923: S. 1773) Cyclostoma maculatum Draparnaud, 1805, ein jüngeres Synonym von Helix Septem-Spiralis Razumowsky, 1789. Damit ist Helix Septem-Spiralis Razumowsky, 1789 zwar nicht formal, aber de facto Typusart der Gattung Cochlostoma Jan, 1830 (und auch der Untergattung Cochlostoma (Cochlostoma) Jan, 1839).
Die Gattung Cochlostoma wird heute in mehrere Untergattungen unterteilt: Cochlostoma (Cochlostoma) Jan, 1830, Cochlostoma (Obscurella) Clessin, 1889, Cochlostoma (Auritus) Westerlund, 1883, Cochlostoma (Holcopoma) Kobelt & Moellendorff, 1899 und Cochlostoma (Turritus) Westerlund, 1883. Die Familiengliederung folgt der Fauna Europaea.
Manche Autoren unterscheiden zwei Unterarten der Kleinen Walddeckelschnecke:
- Cochlostoma (Cochlostoma) septemspirale septemspirale (Razoumowsky, 1789)
- Cochlostoma (Cochlostoma) septemspirale heydenianum (Clessin, 1879). Die Unterart wird auch als Dicklippige Walddeckelschnecke bezeichnet[10].

Allerdings gibt es viele Übergangsformen, was im Kontaktbereich zu erwarten ist, jedoch nicht in einem Ausmaß wie von Edlinger & Mildner (1979) beschrieben, zum anderen kommen an vielen Standorten beide Unterarten zusammen vor. Demnach ist eine Unterteilung in Unterarten nicht aufrechtzuerhalten und in der Fauna Europaea auch nicht (mehr) zu finden.

## Gefährdung
Die Kleine Walddeckelschnecke wird in der Roten Liste Deutschlands 2012 als extrem selten eingestuft.

## Belege

### Online
- AnimalBase - Cochlostoma septemspirale